# 俺たち賞金稼ぎ!!フォール・ガイ
『俺たち賞金稼ぎ!!フォール・ガイ』（原題：THE FALL GUY） は、アメリカのアクション/アドベンチャードラマ。

## 内容
ハリウッドで裏方スタントマンが本業のコルト・シーバスが副業としている賞金稼ぎの仕事を甥のホーイ、助手のジョディと共に代理店から依頼を受け保釈後に逃亡した人々を連れ戻す際に起こるトラブルに立ち向かう活躍を描く痛快アクション。

## アメリカでの放送
アメリカABCテレビで1981年10月4日から1986年5月2日まで全112話が放映された。

## 日本での放送
1984年9月12日に日本テレビ系列（一部の系列局は除く）水曜ロードショー枠にて『俺たち賞金稼ぎ!!フォールガイTVスペシャル 激走マッドポリス軍団』のタイトルでパイロット版を放送、テレビシリーズを9月16日から『俺たち賞金稼ぎ!!フォール・ガイ』として、日曜夜10時30分枠でシーズン1のみが放映された。
水曜ロードショー放送のパイロット版エピソードでは1981年製作当時コルト役リー・メジャースの妻で70年代のセックスシンボル・女優ファラ・フォーセット（2009年6月25日没）が本人役でゲスト出演（翌年の1982年に離婚）し、日本語吹き替えには『チャーリーズ・エンジェル』と同じ中村晃子が担当。その他、各エピソードには当時の20世紀フォックス作品の映画やテレビシリーズに出演している有名な役者達がゲスト出演している。
1990年にはシーズン2を『俺たち賞金稼ぎ!!フォール・ガイ2』のタイトルにて深夜に日本テレビ他で放映された。
シーズン3からシーズン5は日本未放映となっている。

## 登場人物
コルト・シーバス (Colt Seavers)
演：リー・メジャース (Lee Majors)、吹替：小林勝彦
ホーイ・マンソン (Howie Munson)
演：ダグラス・バー (Douglas Barr)、吹替：江原正士
ジョディ・バンクス (Jody Banks)
演：ヘザー・トーマス (Heather Thomas)、吹替：平野文
サマンサ・"ビック・ジャック"・ジャック (Samantha 'Big Jack' Jack) [シーズン1]
演：ジョアン・フラグ (Jo Ann Pflug)、吹替：武藤礼子
テリー・マイケルズ (Terri Michaels) [シーズン2〜4]
演：マーキー・ポスト (Markie Post)、吹替：高島雅羅
パール・シュペルリング (Pearl Sperling) [シーズン5]
演：ネドラ・フォルツ (Nedra Volz)

## スタッフ
- 製作総指揮 - グレン・A・ラーソン
- テーマ音楽 - ステュー・フィリップス、ガイル・ジェンセン、デビット・サマービル
- 製作 - グレン・A・ラーソン プロダクションズ、20世紀フォックステレビジョン
- 放映 - 米国ABC

## 日本語版制作スタッフ
（俺たち賞金稼ぎ!!フォール・ガイ）
- 演出 - 田島荘三
- 翻訳 - 徐賀世子
- 効果 - VOX
- 調整 - 近藤勝之
- 制作 - オムニバスプロモーション

（俺たち賞金稼ぎ!!フォール・ガイ2）
- 演出 - 田島荘三
- 翻訳 - 山田ユキ
- 効果 - P・A・G
- 調整 - 近藤勝之
- 日本語版制作 - ムービーテレビジョン、コスモプロモーション

## 主題歌
「The Unknown Stuntman」 Lee Majors
- 歌詞は3番まであるが、パイロット版でコルトのGMCトラックで移動中のシーン（日本ではカットされている）で2回流れ、エンディングで（日本ではシーズン1での次回予告で）3番目の歌詞が流れている。

## エピソードリスト
アメリカで放送された順番に記載。

## 映画化
2024年8月16日より日本でも公開。デヴィッド・リーチ監督、ライアン・ゴズリング主演兼製作。TVシリーズでコルトを演じた、リー・メジャースとジョディを演じた、ヘザー・トーマスが警官役でカメオ出演。

## DVD
海外DVDのみ発売。
- The Fall Guy : The Complete Season 1 (6pc)（2007年発売）[リージョン1 / リージョン2(UK)]
- The Fall Guy : The Complete second Season (6pc)（2009年発売）[リージョン2(UK)]